# Самарский государственный аграрный университет
Самарский государственный аграрный университет — высшее учебное заведение, расположенное в Самарской области. Бывший Куйбышевский сельскохозяйственный институт (СХИ).

## История

###### Начало
Россия на рубеже 19-го 20-го веков. Развитие капитализма требует изменения агротехники земледелия и сельскохозяйственного производства. А в Самарской губернии аграрное хозяйство составляет важную часть экономики.По этим основаниям 29 марта 1899 года принято решение об открытии на совместные средства казны и Самарского губернского земства нового аграрного учебного заведения.
Н.И. Котов, выпускник Петровской земледельческой и лесной академии, назначается директором училища. К концу августа 1900 г. в штате училища числится 8 преподавателей, и еще трое работают по вольному найму. 5 сентября 1900 года первые 40 учеников приступают к занятиям.
Первые 3 года училище арендует часть известного в Самаре дома Челышева. Возведение собственных училищных построек, начатое в 1900 г. на территории так называемой "Казачьей пашни номер 2" (ныне - поселок Усть-Кинельский), завершается в 1903 г. На первом этаже учебного корпуса располагается гардероб, часть квартир преподавателей, на четвертом этаже - спальня для учащихся (пансион). На втором и третьем этажах размещаются библиотека, лаборатории, учебные классы, метеорологическая станция. Распорядок в училище довольно жесткий. Подъём в 6 часов. Ежедневно с 9 до 14 часов 5 уроков. Изучаются арифметика, латынь, греческий. Обязательно - гимнастика. После вечерней молитвы - в 22 часа отбой.
Ученики и преподаватели занимаются художественной самодеятельностью, спортом. Спектакли, которые готовятся, как правило, к торжественным датам и праздникам (церковным и гражданским), отличаются пышностью декораций и костюмов. Не останавливает даже отсутствие представительниц прекрасного пола (первая девушка была принята в училище только в 1918 г.). Все женские роли с успехом исполняются мужчинами. В главном корпусе имеется зал со сценой, где устраиваются спектакли и вечера. Здесь же в зимнее время проводятся различные спортивные игры, занятия. Зимой заливается каток. Имеется неплохой набор музыкальных инструментов, в том числе и рояль.

###### Так рождался вуз
После установления Советской власти в Самаре популярность училища у крестьянской молодежи высокая, и 30 октября 1920 г. Главпрофобр (Главный комитет профессионально-технического образования РСФСР) утверждает слияние училища с агрономическим факультетом, созданным к тому времени в составе Самарского университета.
В условиях гражданской войны территория Средней Волги и, прежде всего, Самарской губернии становится ареной ожесточенных столкновений. В это время 21 января 1919 года В.И. Ленин подписывает декрет об открытии университетов в ряде городов, в том числе и в Самаре. В декрете указывается, что днем открытия университета следует считать день первой годовщины Октябрьской революции - 7 ноября 1918 года.
Среди самарских агрономов находится немало энтузиастов, стремящихся создать в крае высшее сельскохозяйственное учебное заведение. 4 мая 1919 г. образуется "организационная комиссия" из 6 студентов университета: Казанский, Козлов, Кузнецов, Нуянзин, Пупкин, Хентов. Цель - добиться открытия агрономического факультета не позднее осени 1919 г.
Сложно решается вопрос с преподавателями. В это время в составе университета функционирует три факультета: историко-филологический, физико-математический и медицинский.
10 сентября 1919 г. происходит историческое для СГСХА заседание Совета профессоров Самарского университета: принято решение об открытии в составе естественно-медицинского факультета агрономического отделения. Сразу была произведена запись в студенты. Записывается 600 человек, что еще раз подтверждает популярность сельскохозяйственного образования у молодежи. СМИ того времени пишут: 
"...благодаря знанию наступит светлое время и даже слово "недород" и тем более "голод" будут навсегда позабыты". ("Известия Самарского с-х института", 1923 г.).
Работники и студенты агрофака прекрасно понимают, что без собственной земли факультет не может иметь обнадеживающих перспектив. Такие перспективы агрофак получает после слияния с Самарским сельскохозяйственным училищем 30 октября 1920 г.
К агрофаку переходит все хозяйство и имущество училища. Студенты получают в свое распоряжение необходимую для исследований и ведения хозяйственных посевов землю (свыше 1000 га), садовый участок, пасеку. Наличие в училище прекрасной фермы позволяет решить вопрос о специализации студентов в области животноводства. Добротный учебный корпус, жилые дома и различные хозяйственные постройки снимают вопрос об обеспечении студентов жильем.
К началу 1921 г. агрофак становится намного богаче других факультетов университета и добивается автономии.
10 ноября 1920 г. Главпрофобр постановляет: "Утвердить агрономический факультет при Самарском университете в качестве высшего учебного заведения".

###### Институт в 20-е годы
В течение 1920-1921 гг. в институте начинается развертывание кафедр. Одной из первых (осенью 1920) создается кафедра частного земледелия (сегодня кафедра растениеводства). Ее возглавляет и руководит до 1929 г. С.Н. Болдырев. Составными частями СХИ после его отделения становятся кафедры: ботаники, которую возглавляет профессор В.С. Бахтин, почвоведения - профессор А.И. Бессонов, сельскохозяйственного машиностроения - профессор А.С. Бриткин, анатомии - профессор И.П. Гиляровский, сельскохозяйственной технологии - профессор В.Н. Гвоздев, метеорологии - профессор Д.М. Щукин, политэкономии - профессор И.В. Долгих, зоологии и энтомологии - профессор П.Н. Быстрицкий, геологии - Б.Н. Медведев, химии - профессор М.С. Сканави, агрохимии - Д.Л. Лискиер, анатомии и физиологии животных - И.Л. Братчиков, животноводства - Н.П. Волох, лесоводства - П.Е. Макшеев, гидротехники и мелиорации - А.И. Янченко. Хотя нужно сказать, что понятие "кафедра" нередко оказывается чисто условным, часто персонал кафедры состоит из одного профессора или преподавателя, читающего курс.
В сложнейших условиях разрухи и гражданской войны положение университета оказывается плачевным. Несмотря на героические усилия преподавателей и студентов, университет удается сохранить лишь частично. Медфак закрывается в 1923 г., педфак - в 1926 г. Сельскохозяйственному институту удается выжить.
Во второй половине 20-х годов происходят значительные перемены в развитии сети вузов в Самаре. Эти перемены неутешительны. Экономические трудности восстановительного периода, последствия страшного голода 1921 года и гражданской войны приводят к резкому сокращению числа высших учебных заведений. В 1926 году прекращает свое существование педфак - последний факультет Самарского университета. Из девяти вузов остается только один - сельскохозяйственный институт.
В условиях военного коммунизма партийная организация становится руководящим органом института. ВКП(б) диктует "каким должен быть агроном и какой должна быть высшая сельскохозяйственная школа", что приводит к конфликту со старой профессурой. В ноябре 1926 года Главпрофобр удовлетворяет просьбу И.П. Гиляровского об освобождении его от обязанностей ректора. Во главе института должен стоять последователь Ленина-Сталина (Маркса-Энгельса и т.д.) Этим человеком оказывается Стефан Вацлавич Сохацкий, член партии с 1905 года. Невысокого роста, с бородкой-клинышком, как у многих профессиональных революционеров, этот очень мягкий, даже застенчивый человек умеет быть решительным, когда дело касается принципиальных партийных вопросов. Он не имеет ученой степени и профессорского звания, но его вузовские лекции показывают блестящую марксистскую подготовку. Будучи ректором Самарского СХИ в 1926-1929 годах и в 1933 году, он решительно проводит линию на его укрепление. Умение видеть перспективу помогает ему встать над сиюминутными задачами, увлечь за собой единомышленников. Сохацкий привлекает в институт лучших ученых и преподавателей: титана агрономической науки П.Н. Константинова, других известных людей. Именно к 1929 году институт достигает наивысшего расцвета. Судьба Сохацкого типична для тоталитарного периода: в 1933 году он был арестован НКВД как враг народа и расстрелян (реабилитирован посмертно в 1958 году).
В этот период резко вырастает количество выписываемой из-за границы литературы, количество научных командировок, в том числе в страны Европы и Америки. Ученые института регулярно приглашаются на региональные и всесоюзные научные конференции, агрономические съезды и т.д.
Не менее важная задача - оказание практической помощи в подготовке и проведении коллективизации. Наибольшего размаха эта работа достигает после XV съезда ВКП(б). Готовясь к партийному съезду, комсомольцы института широко разворачивают шефскую помощь в ближайших деревнях. Предметом теоретических исследований того времени является анализ уже имеющихся коллективных хозяйств-коммун в крае.

###### Институт в 30-е годы
В начале 30-х годов окончательно складывается материально-техническая база института. Построены три 4-этажных общежития. Происходят перемены в структуре. Ветеринарный факультет переводится в Оренбург. Вскоре отделяются колхозфак и совхозфак, став основой для Куйбышевского планового института. А в 1933 г. открывается новый факультет - механизации. В связи с этими изменениями резко ощущается нехватка преподавателей и научных работников.
В январе 1931 г., по итогам проверки работы комсомольской ячейки выявлена группа студентов-выпускников (Шатова, Альтухова, Атемирова, Савинова, Кристалинский, Миронский, Клур), деятельность которой была расценена как "проявление право-оппортунистического уклона на практике". По этой же причине из института были уволены профессора Бессонов и Квасников. Главной фигурой среди сторонников Бухарина был один из его ближайших учеников и последователей Александр Слепков (1899-1937). Первый редактор "Комсомольской правды", выпускник института Красной профессуры А. Слепков в 1929-1930 гг. работал в Самарском СХИ профессором, заведовал кафедрой марксизма-ленинизма. (Расстрелян в 1937 г.)
И в 30-е годы институт продолжает развиваться и расти. Открываются новые факультеты: мехфак, дневной рабфак, факультет повышения квалификации. Значительно выросли парторганизация, профком и комсомольская организация. В 1933 году положено начало научно-исследовательской станции, одного из важнейших звеньев научной части. Набирает силу селекционная станция, учебное хозяйство.
В 1936-1937 учебном году Куйбышевский СХИ, как и все сельхозвузы страны, переходит на новую программу. Вносятся значительные изменения в преподавание общественных дисциплин. Все они передавались на одну кафедру - марксизма-ленинизма. Новые обнадеживающие симптомы появились в развитии науки.
В предвоенные годы значительно окрепла материальная база института. Главное достижение здесь - строительство второго учебного корпуса (ныне - корпус зооинженерного факультета).

###### Военные годы
Сразу же после начала войны институт становится местом подготовки новых подразделений Красной Армии. С начала сентября 1941 года территория Куйбышевского СХИ становится базой формирования 356-й стрелковой дивизии. В главном корпусе и других зданиях института располагаются управление и штаб дивизии, 918 автополк, отдельный батальон связи, саперный и медико-санитарный батальон, разведрота. Дивизия почти полностью формируется из жителей Куйбышевской области. Дивизией командуют сначала полковник П. В. Перерва, а с декабря 1942 года - генерал-майор М. Г. Макаров. Начальник штаба - Н. Л. Волков, комиссар - Ш. Мифтахов. Сформированная в Куйбышевском СХИ, дивизия с боями дошла до Эльбы.
356-я дивизия как отличившаяся в боях неоднократно упоминается в приказах Верховного Главнокомандующего.
В Куйбышевском СХИ, как и по всей стране, большинство из тех, кто остался в тылу, составляют женщины. Студенческие группы тоже состоят в основном из девушек. В 1944 г. из 417 студентов - лишь 18 юношей, освобожденных от строевой службы. Учхоз, селекционная станция, животноводческая ферма - всюду основная тяжесть ложится на женские плечи. Особенно трудно приходится в первую военную зиму. Работники института, не имеющие своих приусадебных участков, получают всего 300-400 граммов хлеба на человека в сутки. Для работающих организуется скудное одноразовое питание в столовой. Все, что получают с полей и фермы учхоза идет на нужды госпиталя, фабрики, детских учреждений и столовой. Однако работа не останавливается. Продолжаются и занятия.
Условия для учебы не из легких. Еще летом 1941 года институт вынужден ютиться только в одном здании - корпусе зооинженерного факультета. В главном корпусе и других зданиях сначала располагаются службы формирующейся 356-й дивизии, а затем начинает поступать оборудование эвакуированных фабрик. В общежитиях №№ 1, 2 и 3 уже 24 июня развертывает работу эвакогоспиталь № 1653. Институт шефствует над госпиталем. Пионеры, школьники, студенты выступают перед ранеными с концертами, готовят подарки, ухаживают за тяжелыми больными.
С завершением 1941-1942 учебного года институт предполагалось закрыть. Однако своими постановлениями от 3 июня и 21 июля 1942 г. СНК СССР принимает решение сохранить Куйбышевский СХИ. Учебный процесс не прерывается, и к 1945 году институт выходит на довоенные показатели приема студентов.

###### Рост института
В первые послевоенные годы весь коллектив института включается в выполнение "сталинского плана преобразования природы" и "трехлетнего плана развития общественного животноводства в колхозах и совхозах".
В год тридцатилетия в составе института 3 факультета: агрономический, факультет механизации сельского хозяйства (восстановлен) и лесомелиоративный. Вскоре открывается заочное отделение. Авторитет института в области и стране растет. К 1950 году в институте студентов 711 человек, преподавателей - 58 человек. Учебный процесс проходит в двух учебных корпусах, студенты размещаются в трех общежитиях.
В сентябре 1953 года партия и правительство объявляют курс на освоение целинных и залежных земель Казахстана, Сибири и нечерноземья. В короткий срок в хозяйственный оборот вводится более 42 млн. га новых земель. Практика мирового земледелия не знает примера освоения новых земель в таких огромных масштабах за такое короткое время. Среди многих тысяч молодых людей, вкусивших несладкий хлеб первопроходцев целины, и сотни студентов Куйбышевского СХИ.
В 1956 г. 363 студента со всех трех факультетов под руководством зав. кафедрой марксизма-ленинизма П.В. Казакова прибывают в Кокчетавскую область Казахской ССР. В 1957 г. 250 студентов под руководством доцента Фролова Н.В. и ассистента Шитникова Д.М. помогают убирать урожай в совхозах "Красный чабан", "Камышаклинский", "Полевой" Оренбургской области. В 1958 г. 150 студентов мехфака под руководством А.В. Бородкина, В.П. Гниломедова убирают урожай в целинных совхозах "Черкасский", "Клявлинский", "Смирновский", "Николаевский", "Бухсиловский", "Миролюбский", "Ленинский" и "Ивановский".
Одновременно в 1958 г. 95 студентов мехфака работают в Кустанайской области Казахской ССР.
Жилища целинников неприхотливы: саманные землянки, простенькие сараи, сделанные из камышовых щитов, палатки, вагончики. "Вода была в большом дефиците, - рассказывает В.П. Гниломедов - Баня в походном вагончике в 2-3 недели с лимитом 15 литров воды на душу населения являлась верхом блаженства".
Студенты выполняют на целине самые разнообразные обязанности, осваивают множество профессий.
Особую гордость институт испытывает за своего выпускника Александра Ивановича Бараева - "главного агронома целины". Его почвозащитная система является гордостью агрономической науки.
Практически все, кто побывал на целине в эти годы, получают поощрение.
В 1958 г. ЦК ВЛКСМ Казахстана награждает Куйбышевский комсомол памятным Красным Знаменем за помощь в освоении целинных и залежных земель.

###### Расцвет института
Середина 60-х годов - наивысшая точка расцвета института за всю его предшествующую историю. Главной чертой, определяющей развитие вуза в этот период была стабильность. К этому времени институт подготовил для народного хозяйства 7 тыс. специалистов. В его составе работало 5 факультетов: агрономический, механизации сельского хозяйства, зоотехнический, заочный и ФПК. На дневном отделении обучалось свыше 1000 студентов, на заочном - более полутора тысяч. В институте в 1965 году работало 27 кафедр.
В институте были созданы прекрасные условия для подготовки специалистов: студенты имели в своем распоряжении пять общежитий, завершилось строительство корпуса для мехфака, начиналось возведение ДК. В библиотеке книжный фонд составлял свыше 200 тысяч томов. В учебно-опытном хозяйстве было около 15 тыс. гектаров земли, около двух тысяч голов крупного рогатого скота, около семи тысяч свиней, функционировал сад площадью почти 100 га, имелся огород.
На жизнь института с 1965 по 1991 годы наложило отпечаток все происходящее в стране.
В 1967 году СХИ насчитывалось 3243 студента, 180 преподавателей. В институтском городке работали промтоварный, продовольственный и книжный магазины, функционировала лодочная станция.
К 1967 году учеными института и селекционной станции было выделено 47 сортов зерновых , бобовых и трав, часть из которых были районированы. Общая земельная площадь учебного хозяйства института составила 15123 га, в том числе 9183 гектара пашни. К этому времени институт за время своего существования подготовил около семи тысяч специалистов.

###### Стабильность
С 1969-1985 гг. институт возглавлял Е.Л.Косолапов, рядом с ним работали проректоры Н.И. Ивлиев, И.А. Чуданов, А.С.Тюрин, А.Я.Пахомов, Б.Н.Мясников, В.П.Гниломедов, В.Т.Малофеев.
Факультеты возглавляли: Р.В. Авраменко, Н.И. Несмеянова, С.И. Кошелев (агрофак); В.П. Гниломедов, И.Я. Ермолаев, С.М. Васильковский, А.Ф. Черкашин, А.В. Климанов (мехфак); М.М. Серых, Ю.Я. Насыров, Л.П. Дедашев, Ю.В. Шиперко, Н.П. Суханов, г.Я. Зимин (зоофак); Ю.Н. Евклидов, А.Ф. Черкашин, И.М. Брумин, В.Ф. Гуцалюк (заочный факультет). 
Селекционной станцией руководили: И.А. Чуданов, И.Н. Шпагин, Н.И. Глуховцева. 
Проректорами АХЧ были Антонов С.С., Тулатин С.А. Директорами учхоза работали Н.М. Лапин, В.И. Аракчеев, В.И. Золотарев, И.И. Радаев.
Набирала силу наука в институте. Ученые оставили заметный след в сельскохозяйственной отрасли. В 1987 году на ВДНХ СССР в тематическом разделе "Достижения ученых высшей школы в научно-исследовательской работе" от института было представлено 11 экспонатов.
Заметен качественный рост преподавателей института. В 1970 году в Самарском СХИ 30% преподавательского состава имели ученые степени и звания, в 1980 году - 42%, в 1987 году уровень имеющих ученую степень составил 57%.
Ученые института обменивались опытом со своими зарубежными коллегами.
Знакомясь со студенческой жизнью тех лет видим, что кроме учебы молодежь занималась спортом - постоянно работали спортивные секции, проводились спартакиады. Творчество выразилось в проведении ежегодных "Студенческих весен", конкурсов "Таланты среди нас".
В 1975 году в институте была открыта комната-музей истории института. Работу по созданию музея возглавили П.В. Казаков и Г.В. Сычева. С 1986 года музеем заведует Земфира Ямиловна Биккинина. Была организована студенческая поисковая группа "Поиск".
Институт продолжает развиваться. Открываются новые кафедры, отделения, факультеты.
К 75-летнему юбилею Самарский СХИ дал целую армию выпускников - 25 тысяч - ученых-агрономов, инженеров-механиков, лесоводов, зоотехников и зооинженеров.

###### Перестройка
В годы перестройки в институте царила демократическая атмосфера. Многое о жизни института того времени можно узнать со страниц газеты "За высокий урожай". Активной была научная жизнь, большое внимание уделяется компьютеризации научных исследований и учебного процесса. В 1990 году проректором по научной работе стал доцент А.А. Киров. С его приходом расширились связи Самарского СХИ с европейскими странами.
В 1993 году произошло важное событие: начал функционировать технологический факультет. Первым деканом был утвержден М.И. Дулов. В 1992 году Ученый совет института в качестве ближайшей перспективы определил преобразвоание института в агроуниверситет. 25 января 1991 Указом Президента России Куйбышевской области и г. Куйбышеву возвращены прежние названия: Самарская область и г. Самара. Одновременно и Куйбышевский СХИ вернул себе первоначальное имя и вновь стал Самарским СХИ.

###### Современность
9 января 2019 года приказом Министерства сельского хозяйства РФ Самарская СХА была повышена в статусе и переименована в Самарский государственный аграрный университет (СамГАУ).

## Факультеты
- Агрономический факультет
- Факультет биотехнологии и ветеринарной медицины
- Инженерный факультет
- Технологический факультет
- Экономический факультет
- Факультет повышения квалификации и дополнительного образования
- Факультет среднего профессионального образования

## Институты
- Институт управленческих технологий и аграрного рынка - создан 15 мая 2007 года решением Ученого совета Самарской сельскохозяйственной академии. ИУТАР является структурным подразделением СГСХА. Миссия института – подготовка нового поколения управленцев, обладающих системным государственным знанием и инновационными технологиями решения профессиональных задач в ведущих отраслях экономики Самарского региона. Высшее образование в Институте реализуется с ориентацией на управленческие технологии по каждой конкретной отрасли.

## Межфакультетские кафедры
- Кафедра иностранных языков
- Кафедра физической культуры и спорта

## Выдающиеся выпускники
В. А. Морякина (1929) — советский и российский учёный-ботаник, профессор, директор Сибирского ботанического сада Томского государственного университета
А.И. Бараев (1930) - советский агроном, основоположник почвозащитной системы земледелия.
Н.И. Глуховцева (1960) - российский учёный в области селекции и семеноводства зерновых культур, член-корреспондент РАСХН (1994).
В.В. Глуховцев (1960) - советский и российский учёный, агроном-селекционер, специалист в области создания новых высокопродуктивных сортов зерновых культур, академик РАСХН.
Х.Б. Баймишев (1977) -советский и российский учёный, профессор, специалист в области морфологии животных, ветеринарного акушерства.
В.В.Зайцев (1986) - российский учёный, профессор, специалист в области физиологии, воспроизведения и искусственного осеменения сельскохозяйственных животных.

## Научно-исследовательские институты
- Поволжский научно-исследовательский институт селекции и семеноводства им. П. Н. Константинова
- Научно-исследовательский институт механизации производства и переработки сельскохозяйственной продукции